# Monumento Natural dos Lagosteiros
O Monumento Natural dos Lagosteiros, perto do Cabo Espichel, em Sesimbra, Portugal, é uma área protegida Portuguesa criada em 1997, constituída por icnofósseis de pistas de rastos de dinossauros.

## Contexto Geológico
A jazida dos Lagosteiros inclui-se na Bacia Lusitânica, tendo a sua formação sido datada aproximadamente entre 130 a 120 milhões de anos no passado, durante o Cretácico Inferior. Durante esse período geológico, a margem ocidental de Portugal apresentava terrenos planos, alagadiços e pantanosos, cujos sedimentos eventualmente litificaram em rochas calcárias, preservando assim as pegadas dos dinossauros que por ali deambularam
.

Movimentos tectónicos regionais provocaram a rotação dos estratos rochosos da sua original disposição horizontal para uma posição inclinada em cerca de 30 a 35° para norte.

## Descrição do Monumento Natural

### Localização

Panorama da localização do monumento, na direção este.

De grande beleza natural, os trilhos do Monumento Natural dos Lagosteiros estão hoje em dia localizados sobre, e imediatamente adjacente ao bordo da arriba que define o lado norte da Baia dos Lagosteiros, e a cerca de 1400 metros a NNE do Cabo Espichel. os trilhos são visíveis numa camada de calcário castanho amarelado.
Dada a inclinação das camadas rochosas a norte, e a parede da arriba que se eleva mais acima ainda a este do monumento, o melhor período do dia para visitas é durante a tarde, quando o Sol incide em bom angulo sobre a camada rochosa, sombreando as pegadas em contraste com a rocha iluminada.  De notar que durante um curto período perto do solstício de inverno o Sol não se eleva o suficiente para iluminar o monumento natural, ficando o monumento sombreado.

### Icnologia

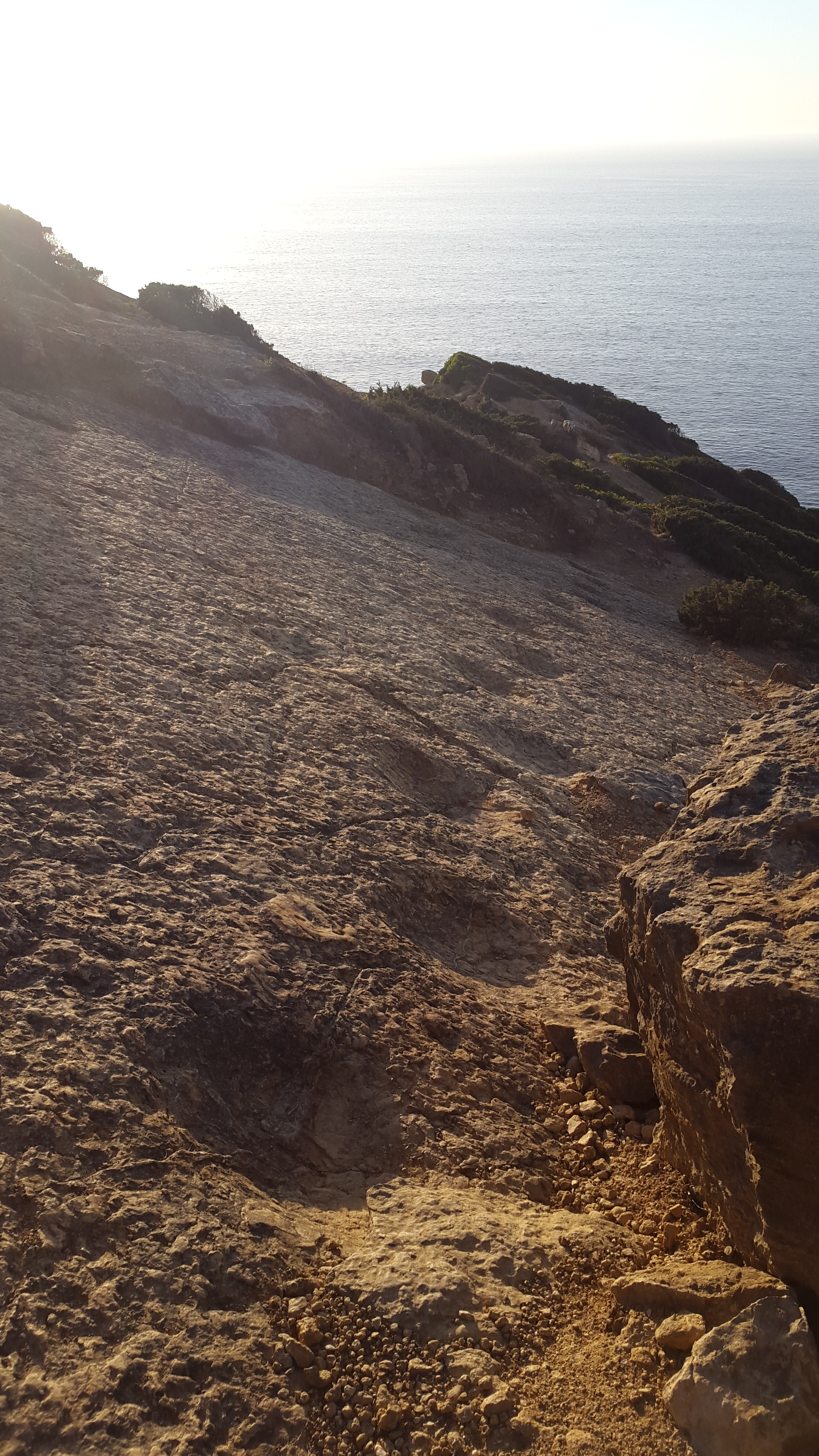
A trilha principal.

São visíveis à superfície, e em diversas orientações, trilhos de dinossauros bípedes, terópodes e herbívoros.  Destaca-se um longo trilho principal com pegadas de grande dimensões, atribuídas a um animal bípede.  Lateralmente a esse trilho é visível uma marca aproximadamente rectangular, possivelmente uma marca de cauda. As pistas de terópodes apresentam as características pegadas tridáctilas, pontiagudas nas extremidades dos dedos devido às impressões das garras.